# Houville-la-Branche

Houville-la-Branche este o comună în departamentul Eure-et-Loir, Franța. În 1 ianuarie 2022 avea o populație de 414 de locuitori.